# Conus vicweei
Espèce
Statut de conservation UICN

 LC  : Préoccupation mineure
Conus vicweei est une espèce de mollusque gastéropode marin appartenant à la famille des Conidae.

## Répartition
Il est présent dans l'océan Indien et ouest de l’océan Pacifique.

## Description
- Longueur : 9 cm.